# Zbigniew Janoś

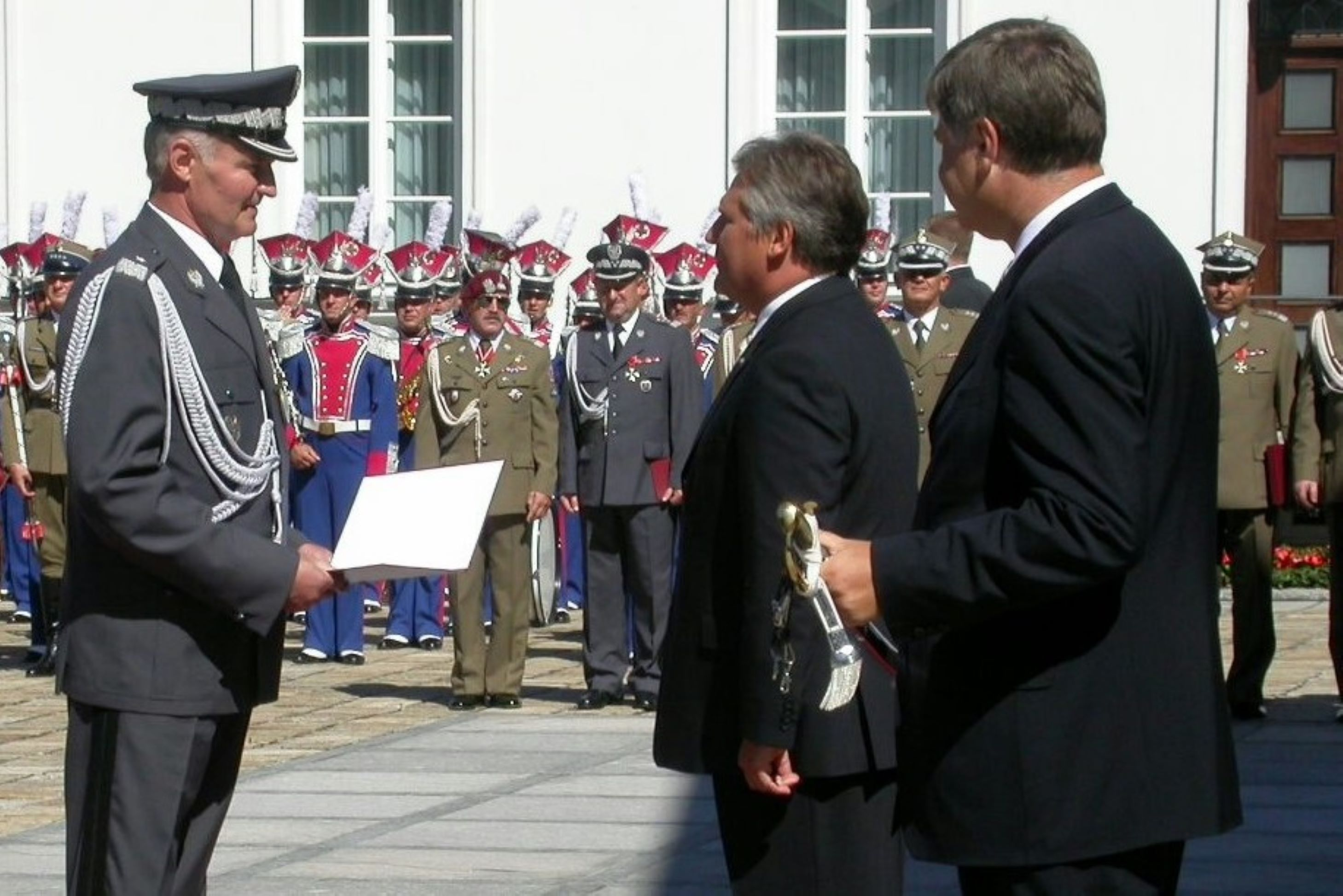
Archiwum prywatne

Zbigniew Jacek Janoś ur. 11 września 1949 r. w Ostrowie Wlkp. Generał brygady w stanie spoczynku, pracownik samorządowy. Oficer dyplomowany Sił Powietrznych, w latach 2003-2007 Dowódca 3. Korpusu Obrony Powietrznej, od 2007 Pełnomocnik Prezydenta Wrocławia.
Służbę rozpoczął jako żołnierz zasadniczej służby wojskowej i podchorąży Wyższej Oficerskiej Szkoły Radiotechnicznej w Jeleniej Górze. Po jej ukończeniu, już jako podporucznik, został wyznaczony na stanowisko dowódcy plutonu a po 2 latach dowódcy kompanii w tej uczelni. W latach 1980–1983 r. pełni służbę na stanowisku szefa sztabu 21 batalionu radiotechnicznego we Władysławowie. W 1983 r. zostaje przeniesiony do Warszawy gdzie wykonuje obowiązki starszego oficera w Szefostwie Wojsk Radiotechnicznych.
W 1986 r. zostaje szefem sztabu 3. Brygady Radiotechnicznej we Wrocławiu by po 2 latach zostać jej dowódcą. W 1996r. zostaje przeniesiony na stanowisko szefa szkolenia 3. Korpusu Obrony Powietrznej. W latach 2001–2003 jest zastępcą dowódcy 2. Korpusu Obrony Powietrznej w Bydgoszczy. W 2003 r. zostaje wyznaczony na stanowisko dowódcy 3. Korpusu Obrony Powietrznej. Stopień generalski otrzymuje.w 2004 r.. Służbę pełni do 2007 r., kiedy to zostaje przeniesiony do rezerwy. Decyzją Prezydenta RP odznaczony Krzyżem Kawalerskim Orderu Odrodzenia Polski.